# Majdan (Ochoża)
Majdan – część wsi Ochoża w Polsce położona w województwie lubelskim, w powiecie chełmskim, w gminie Wierzbica.
W latach 1975–1998 Majdan położony był w województwie chełmskim.